# Hermes Parcianello
Hermes Parcianello (Goioerê, 25 de abril de 1958), também conhecido como Frangão, é um contabilista e político brasileiro filiado ao Partido do Movimento Democrático Brasileiro (MDB).

## Biografia
FIlho de Moisés Parcianello e Angelina Tibola, é formando em bacharel em Ciências Contábeis pela Universidade Oeste Paranaense, em Cascavel, em 1980.
No município de Cascavel foi eleito vereador em 1982, assumindo em 1983, se reelegendo e ficando no cargo até 1995.
Eleito deputado federal em 1994, com mais de 42 mil votos. Na eleição seguinte 1998 se reelegeu com mais de 49 mil votos.
Nas eleições de 2010 teve uma expressiva votação, se reelegeu com 154.910 votos. Ficando atrás apenas de Ratinho Junior, com mais de 358 mil votos. Em 2014 nas obteve 150.213 votos e seguiu para seu 6º mandato no congresso nacional.
Em 17 de abril de 2016, Hermes Parcianello votou pela abertura do processo de impeachment de Dilma Rousseff. Já durante o Governo Michel Temer, votou a favor da PEC do Teto dos Gastos Públicos.
Em 2022 tentou um 8º mandato na Câmara dos Deputados, mas pela primeira vez não conseguiu ser reeleito.

## Atividades Partidárias
- Vice-líder do PMDB em 2005, na Câmara dos Deputados;
- Membro, Diretório Nacional do PMDB (1996–1997);

## Condecorações
- Título de Cidadão Honorário de Pinhão;
- Título de Cidadão Honorário de Laranjeiras do Sul;
- Título de Cidadão Honorário de Moreira Sales;
- Título de Cidadão Honorário de Altônia;[6]
- Título de Cidadão Honorário de Reserva do Iguaçu;
- Título de Cidadão Honorário de Rancho Alegre do Oeste;
- Título de Cidadão Honorário de Três Barras do Paraná;
- Título de Cidadão Honorário de Nova Londrina;[7]